# تپه برد بلند ۲
تپه برد بلند ۲ مربوط به دوره ساسانیان - سده‌های اولیه دوران‌های تاریخی پس از اسلام است و در شهرستان جاجرم، بخش مرکزی، ۱۵ کیلومتری شرق شهر گرمه جاجرم، ۵ کیلومتری شرق معدن آلومینا واقع شده و این اثر در تاریخ ۲۶ دی ۱۳۸۶ با شمارهٔ ثبت ۲۰۵۹۵ به‌عنوان یکی از آثار ملی ایران به ثبت رسیده است.